# Marvel (zespół muzyczny)
Marvel – zespół tworzący muzykę disco-polo, powstały w 1997 z inicjatywy Roberta Ptasznika.
Początki grupy to głównie imprezy okolicznościowe, takie jak wesela, studniówki, dyskoteki, festyny itd. Od roku 2007, po wydaniu debiutanckiej płyty Droga do gwiazd, formacja rozpoczęła również działalność koncertową.
Ich piosenki pojawiły się w wielu rozgłośniach internetowych oraz w programie: Nie tylko barachołka w Radiu Lublin. Czasopismo „Tina” zamieściło  piosenki grupy oraz wywiady. W tym okresie rozpoczęła się również współpraca z wydawnictwem fonograficznym Hit’n’Hot Music z Warszawy. 

## Dyskografia
- Droga do gwiazd (2007)[3]
- Warto żyć (2009, singel)
- Zostań (2011)[4]
- Taniec ciał (2012)[5]